# نيل وليامز (رسام)
نيل وليامز (بالإنجليزية: Neil Williams)‏ هو رسام وفنان أمريكي، ولد في 19 أغسطس 1934 في بلوف في الولايات المتحدة، وتوفي في 28 مارس 1988 في مانهاتن في الولايات المتحدة.